# Kleobúlos z Lindu
Kleobúlos z Lindu (řecky Κλεόβουλος ὁ Λίνδιος, Kleoboulos ho Lindios, latinsky Cleobulus Lindius, 7./6. století př. n. l.) byl vládce starověkého městského státu Lindos na východním pobřeží ostrova Rhodu. Bývá zařazován mezi sedm mudrců.

## Život
Pocházel z Lindu, dle jiného údaje z Kárie. Svůj původ odvozoval od Hérakla. Vynikal tělesnou silou i krásou a údajně se obeznámil s egyptskou filozofií. Stal se vládcem (tyranem) v městě Lindu, kde obnovil chrám bohyně Athény, který tam původně vystavěl Danaos.
Složil písně a hádanky v rozsahu asi 3 000 veršů. Údajně složil i koledu v lidovém duchu, se kterou posílal děti vybírat peníze pro státní pokladnu; byl proto obviňován, že tímto způsobem důmyslně obíral občany o peníze. Měl dceru Kleobúlinu, která také skládala hádanky v hexametrech. Kleobúlos zemřel jako sedmdesátiletý stařec. Na jeho hrobě bylo napsáno:
| „ | Kleobúla, moudrého muže, smrt velice želí jeho otčina Lindos, hrdá na moře své. | “ |

## Výroky
Ve starověku byl někdy zařazován mezi sedm mudrců, např. Platónem v dialogu Prótagoras. S působením sedmi mudrců spojovali Řekové počátky své filozofie. Kleobúlovi je připisována řada stručných mravních naučení a životních rad, které byly často citovány:
- Říkal, že třeba vdávat dcery tak, aby byly věkem dívkami, ale rozumem ženami; tím naznačoval, že i dívky je třeba vzdělávat. A příteli se prý má prokazovat dobrodiní, aby byl ještě více přítelem, z nepřítele pak je třeba dělat si přítele; máme prý se totiž mít na pozoru před pomluvami přátel a před úklady nepřátel. Vychází-li někdo z domu, nechť si nejprve rozmyslí, co hodlá vykonat, a když se vrátí, nechť zkoumá, co vykonal. Radil též řádně cvičit tělo.[7]
- Míra je nejlepší. Je třeba ctít otce, ochotně naslouchat a ne mnoho tlachat, nenávidět bezpráví, zachovávat zbožnost, občanům radit co nejlépe, ovládat rozkoš, nedělat nic násilím, vychovávat děti, odklízet sváry, odpůrce lidu pokládat za nepřítele, brát si ženu z rovných, neboť vezmeš-li si ji z mocnějších, dostaneš pány, ne příbuzné.[8]
- Neposmívat se těm, na něž se dělají vtipy, neboť to v nich vzbudí nelibost. V štěstí se nevyvyšuj, octneš-li se v nesnázích, neponižuj se! Uměj statečně snášet změny osudu![4]